# Гореловский, Иван Иванович
Иван Иванович Гореловский (25 января 1942, село Щегольное, Ковернинский район, Горьковская область, РСФСР — 29 октября 2021) — деятель советских и российских спецслужб, генерал-полковник (1997).

## Биография
Родился в семье рабочего. Русский. В 1960—1963 годах служил на срочной военной службе в Тихоокеанском пограничном округе КГБ при Совете министров СССР. После увольнения в запас зачислен курсантом в Высшую Краснознамённую школу КГБ при СМ СССР им. Ф. Э. Дзержинского. В 1968 году окончил эту школу.
С 1968 года — на оперативной и руководящей работе в Управлениях особых отделов Группы советских войск в Германии и в Центральной группе войск. С 1971 года служил в 3-м Управлении (военная контрразведка) КГБ при СМ СССР. С 1979 года — инструктор сектора органов государственной безопасности Отдела административных органов ЦК КПСС. С 1986 года — начальник Особого отдела КГБ по Забайкальскому военному округу. В 1988 году — в центральном аппарате КГБ. С августа 1988 — председатель КГБ Азербайджанской ССР. С сентября 1989 — заведующий сектором проблем органов госбезопасности государственно-правового отдела ЦК КПСС, при этом находился в действующем резерве КГБ. Генерал-лейтенант (1990).
С января 1992 года — заместитель директора Службы внешней разведки Российской Федерации по административно-хозяйственной части. С мая 2001 года — статс-секретарь — заместитель директора Службы внешней разведки. С 2006 года в отставке.
С 2006 года работает в Торгово-промышленной палате Российской Федерации: вице-президент и управляющий делами, с марта 2009 — советник президента ТТП РФ. Являлся членом президиума Ассоциации работников правоохранительных органов РФ.
Член КПСС в 1970—1991 годах. В 1989—1991 годах избирался народным депутатом СССР, являлся членом комитета по вопросам обороны и безопасности Верховного Совета СССР.
Скончался 29 октября 2021 года.

## Награды
- Орден «За заслуги перед Отечеством» IV степени
- Орден «За военные заслуги»
- Орден «Знак Почёта» (1987)
- медали